# Jesús Ruiz-Huerta Carbonell

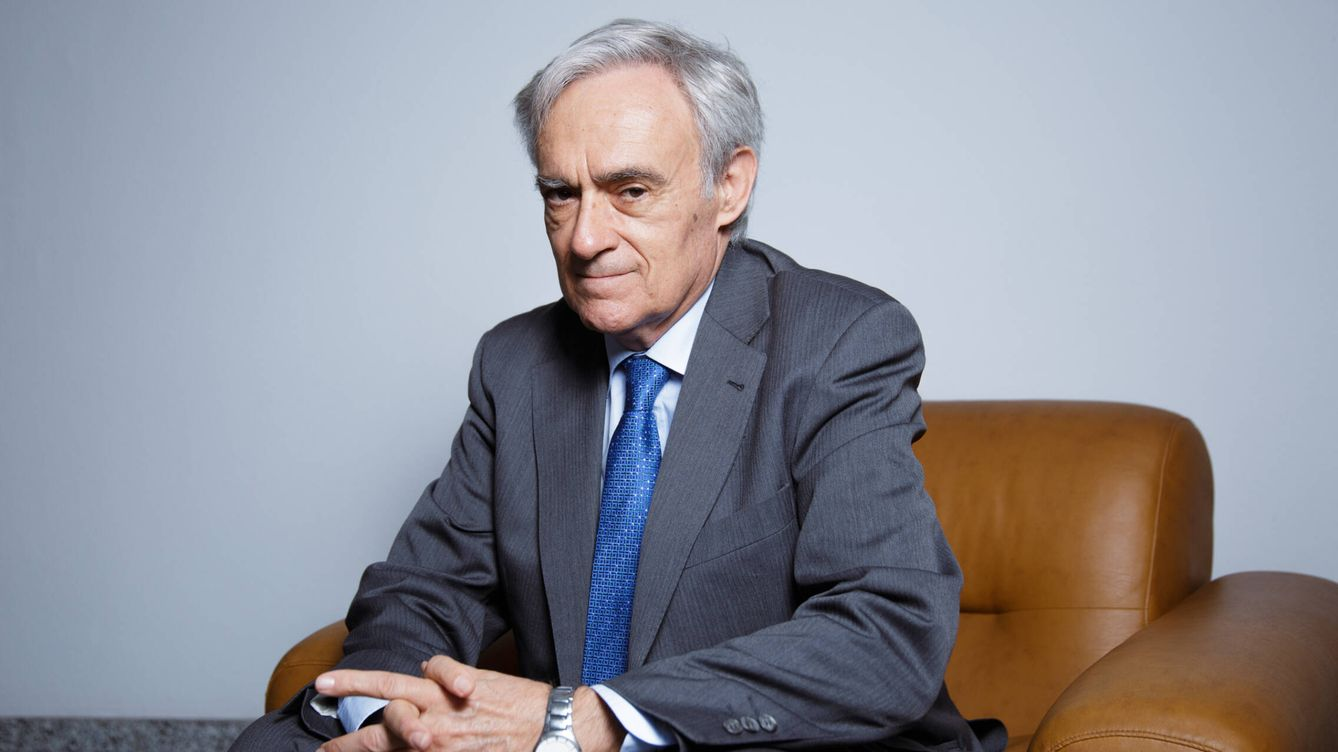
Jesús Ruiz-Huerta Carbonell

Jesús Ruiz-Huerta Carbonell (Madrid, 1949) es un economista español. Catedrático de Economía Aplicada de la Universidad Rey Juan Carlos. Presidente del comité de expertos para la reforma tributaria en 2022.

## Biografía
Nacido en Madrid hacia 1949, es hermano de Alejandro Ruiz-Huerta Carbonell, superviviente de la Matanza de Atocha de 1977 y actual presidente de la Fundación Abogados de Atocha. Es padre de la diputada y portavoz de Podemos en la Asamblea de Madrid, Lorena Ruiz-Huerta.
Licenciado y doctor en Economía por la Universidad Complutense de Madrid, su tesis doctoral -presentada en 1977- se tituló Desarrollo regional: evolución de la base económica de Extremadura (1958-1975) y fue dirigida por José Tomás Raga Gil.
Nombrado presidente del comité de expertos para la reforma tributaria por el Gobierno de Pedro Sánchez, en los primeros días de marzo de 2022 hizo entrega del Libro Blanco sobre la reforma fiscal 2022 a la ministra de Hacienda, María Jesús Montero.

## Obras
- 4º Informe sobre la desigualdad en España: una perspectiva territorial. Luis Ayala Cañón (dir.), Jesús Ruiz-Huerta Carbonell (dir.). Fundación Alternativas, 2020. ISBN 978-84-122-8377-8.
- 2º Informe sobre la desigualdad en España. Luis Ayala Cañón; Jesús Ruiz-Huerta Carbonell (dir.). Madrid : Calatrava, 2015. ISBN 978-84-9097-091-1.
- Principios de economía. Jesús Ruiz-Huerta Carbonell, José Manuel Guirola López, Miryam de la Concepción González Rabanal, Juan Antonio Gimeno Ullastres. UNED, 2008. ISBN 84-481-6098-3.
- La sanidad en el nuevo modelo de financiación autonómica. Jesús Ruiz-Huerta Carbonell, Octavio Granado Martínez. Madrid : Fundación Alternativas, 2003. ISBN 84-96204-31-6.
- La reforma de la financiación autonómica en el 2001: cierre del modelo de reparto competencial y corresponsabilidad fiscal. Jesús Ruiz-Huerta Carbonell, Octavio Granado Martínez. Madrid : Instituto Universitario Ortega y Gasset, 2002. ISBN 84-95048-74-4
- Introducción a la economía. Macroeconomía. Juan Antonio Gimeno Ullastres, Jesús Ruiz-Huerta Carbonell, Miryam de la Concepción González Rabanal. McGraw-Hill Interamericana de España, 2000. ISBN 84-481-2557-6
- El sistema de financiación de las comunidades autónomas: análisis de su evolución y desarrollo. Francisco Torres Cobo, Jesús Ruiz-Huerta Carbonell. Ministerio de Hacienda, 1990. ISBN 84-7196-874-6.
- La reforma financiera de la Seguridad Social. Miryam de la Concepción González Rabanal, Jesús Ruiz-Huerta Carbonell. RDU, 1988. ISBN 84-7111-267-1.
- El nuevo Estado fiscal español: Reforma fiscal y financiación de las autonomías. Juan Antonio Gimeno Ullastres, Jesús Ruiz-Huerta Carbonell, José Tomás Raga Gil. Madrid : H. Blume, 1981. ISBN 84-7214-219-1.